# Ensanche de Pontevedra
O Ensanche de Pontevedra é o bairro que forma o centro da cidade espanhola de Pontevedra, composto por várias extensões sucessivas da cidade fora do centro histórico. O termo Ensanche significa "alargamento" em espanhol e refere-se às áreas de expansão das cidades espanholas no final do século XIX, quando a explosão demográfica e a revolução industrial levaram à demolição das antigas muralhas da cidade e à construção de novas áreas fora das antigas muralhas fortificadas. 

## História
A partir de 1833, ano em que Pontevedra se converteu na capital da sua província, produziu-se uma transformação radical da estrutura urbana. As muralhas da cidade foram demolidas entre 1852 e 1875, abrindo caminho ao crescimento urbano para além do recinto amuralhado. A cidade abriu-se para a paisagem circundante, as antigas estradas que conduziam à cidade medieval foram alargadas e desenvolvidas, e novas ruas foram projectadas e traçadas. No último terço do século XIX, grande parte da nova Pontevedra foi projectada, principalmente graças à contribuição do arquiteto Alejandro Sesmero. O estatuto de capital da província e a influência política de vários pontevedrenses de adoção, como Eugenio Montero Ríos, Augusto González Besada, Eduardo Vincenti e Gabino Bugallal Araújo, favoreceram a transformação e modernização da estrutura urbana. O aumento da população com um crescimento demográfico sustentado tornou necessário planear a extensão da cidade e o embelezamento dos espaços públicos. O planeamento da zona de Ensanche da cidade girou em torno das principais vias que ligavam Pontevedra a Ourense, Marim e Portugal.

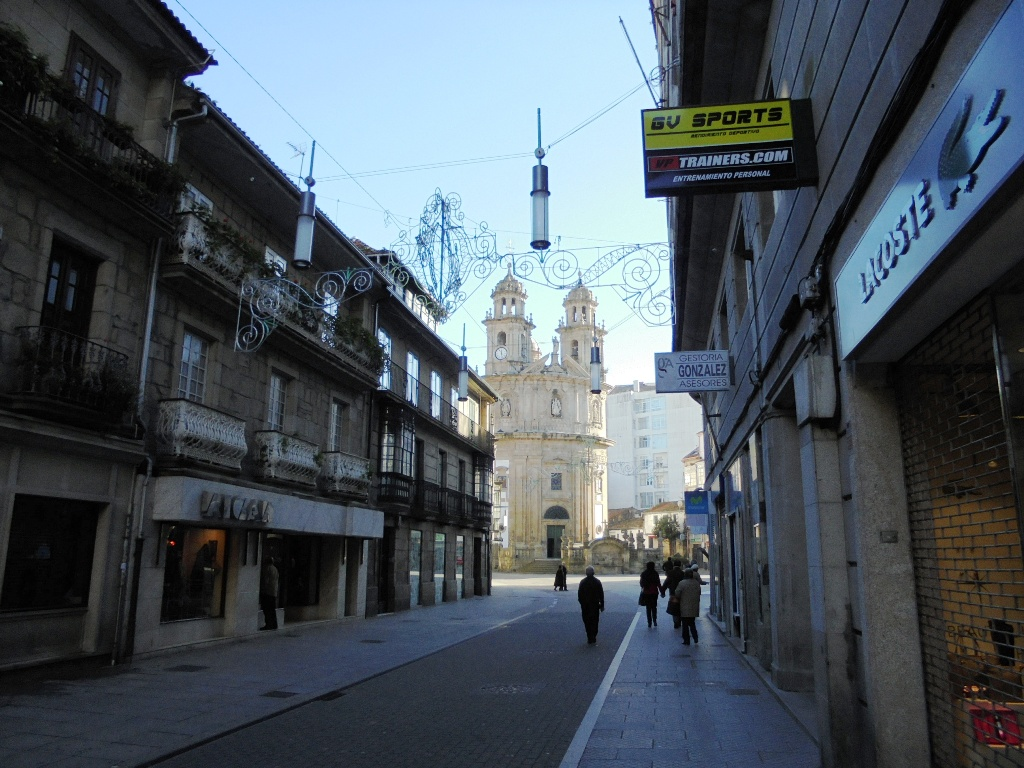
Rua Michelena.

O político liberal e empresário burguês Francisco António Riestra Vallaure foi o responsável pela maior parte da expansão inicial da cidade (o Ensanche). O novo sistema de ruas de Pontevedra foi iniciado por Francisco Riestra com o traçado da rua Michelena em 1856, ao longo da linha da antiga muralha da cidade. Em 1880, Alejandro Sesmero planeou a expansão burguesa a sudoeste da cidade velha, com a construção da praça de Espanha a partir de 1880 e da Rua da Alameda em 1881 (anteriormente conhecida como Rua da Palha) e da Gran Vía de Montero Ríos em 1893. O projeto completou-se com o desenvolvimento progressivo da rua Riestra. A abertura destas novas ruas aproximou a vila medieval desta nova parte da cidade. Da mesma forma, como parte desta expansão burguesa, a Alameda de Pontevedra, correspondente ao antigo campo dos dominicanos, foi remodelada ao mesmo tempo que a praça de Espanha, e o parque das Palmeiras, antigo recinto da feira de São José, começou a ser desenvolvido. Entre 1884 e 1926, foram construídos três notáveis edifícios na Gran Vía de Montero Ríos para albergar as instituições da capital da província (o Palácio da Deputação, o edifício da Escola Secundária Provincial, o edifício da Escola de Artes e Ofícios e a Escola Normal ) e entre 1905 e 1909, em frente aos jardins do Doutor Marescot, foi construído o novo grande edifício do quartel de São Fernando.

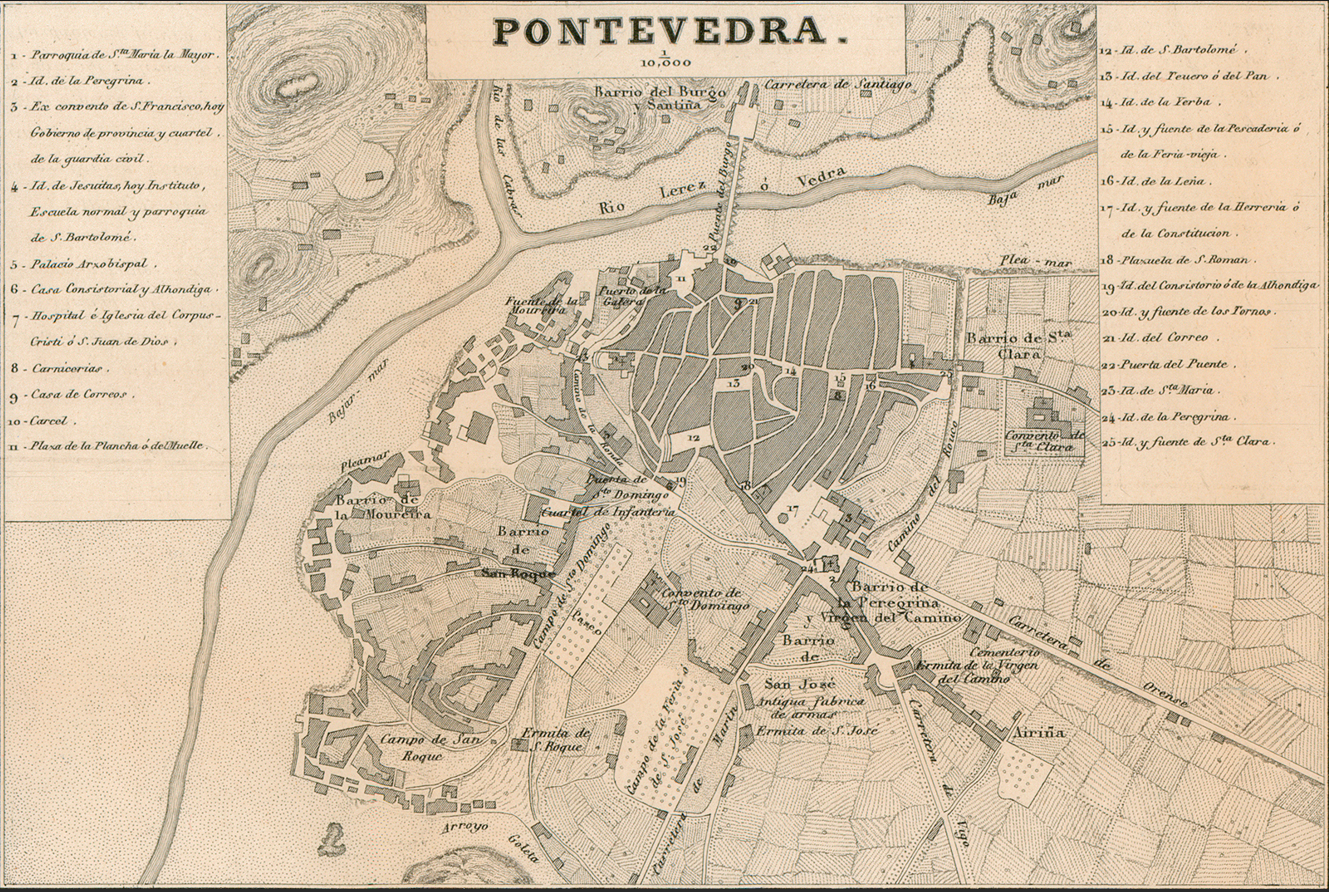
Plano de Pontevedra em 1856 com as estradas para Orense, Marín e Portugal, que serviram de eixo para o desenvolvimento urbano do Ensanche, a parte nova da cidade.

A cidade também se expandiu ao longo das principais vias sobre as quais se estruturou o crescimento urbano, que conduziam a Ourense, Marim, Ponte Caldelas e Tui e Portugal. Novas estradas foram construídas e desenvolvidas em 1844 em direção a Ourense, (cujo troço central, correspondente à atual Rua Benito Corbal, foi desenvolvido a partir de 1866), em direção a Marim entre 1847 e 1851 (cujo troço central atual corresponde à rua da Oliva), em direção à Ponte Caldelas (cujo troço central corresponde à actual rua Joaquín Costa) e a estrada que conduz a Portugal foi remodelada (a atual rua Peregrina no seu troço mais central). No último quartel do século XIX, com o aumento da população e da área construída, foram abertas novas ruas transversais, como a rua García Camba, projectada por Alejandro Sesmero entre a rua Peregrina e a rua da Oliva em 1884, a rua Andrés Muruais em 1883, a rua Andrés Mellado em 1885 e a rua Sagasta entre a rua Peregrina e a rua Benito Corbal em 1893. Da mesma forma, em 1927, a abertura da rua General Gutiérrez Mellado, entre a rua Fernández Villaverde e a rua Marquês de Riestra, foi quase totalmente concluída, proporcionando uma ligação direta entre o antigo recinto amuralhado e o parque das Palmeiras. Além disso, iniciaram-se os trabalhos de urbanização das grandes áreas que viriam a ser três das praças mais importantes da cidade: em 1880, a Praça de Espanha; em 1884, a Praça da Estação (atual Praça da Galiza); e em 1900, o novo recinto da feira (atual Praça de Barcelos).

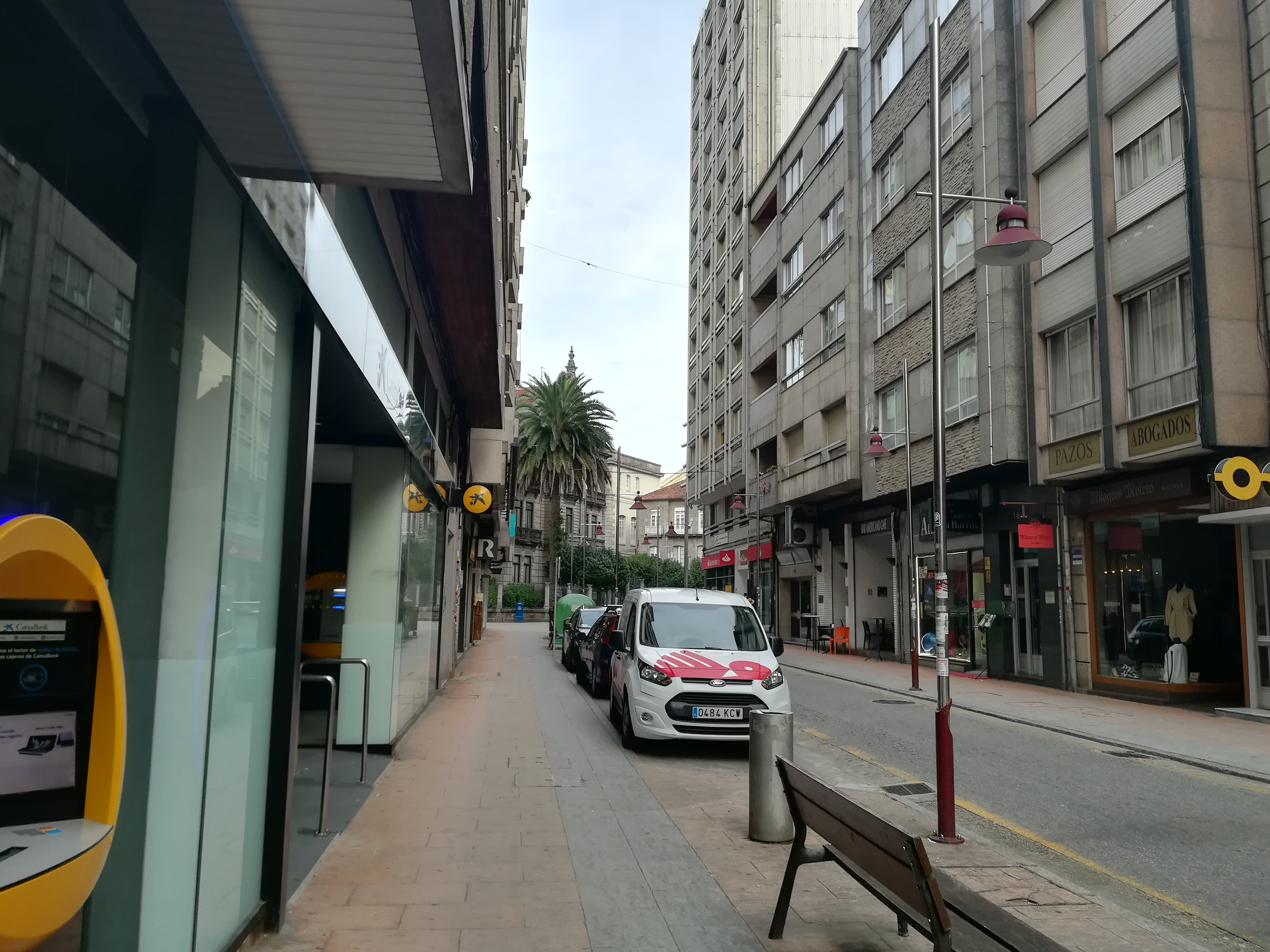
Rua Marquês de Riestra.

Em 25 de julho de 1888, as ruas Oliva e Michelena, na primeira zona de expansão urbana, tornaram-se as primeiras da Galiza a dispor de iluminação pública, graças à instalação de arcos eléctricos e lâmpadas incandescentes. A primeira rede eléctrica da Galiza foi obra do Marquês de Riestra, que construiu a primeira central de produção de electricidade do noroeste da Península Ibérica, na Praça da Verdura, e obteve em 1887 a patente de um método de ajuste de dínamos.
Nestas novas zonas da primeira expansão de Pontevedra fora das muralhas da cidade (o primeiro Ensanche), foram construídos edifícios que, pelas suas formas e funções, reforçaram o projecto burguês da restauração, fiéis representantes da nova Pontevedra, como a Mansão do Marquês de Riestra. Em 1902 foi concluída a construção do Café Moderno na praça de São José; em 1903, a construção do novo edifício do Banco de Espanha na rua Michelena;  em 1905, a construção da mansão Villa Pilar no lado esquerdo da rua Marquês de Riestra (com fachada posterior voltada para o Parque das Palmeiras); em 1915, o Edifício Gran Garaje na Rua Benito Corbal; e entre 1915 e 1926, a construção da sede dos Correios e Telégrafos na Rua García Camba.

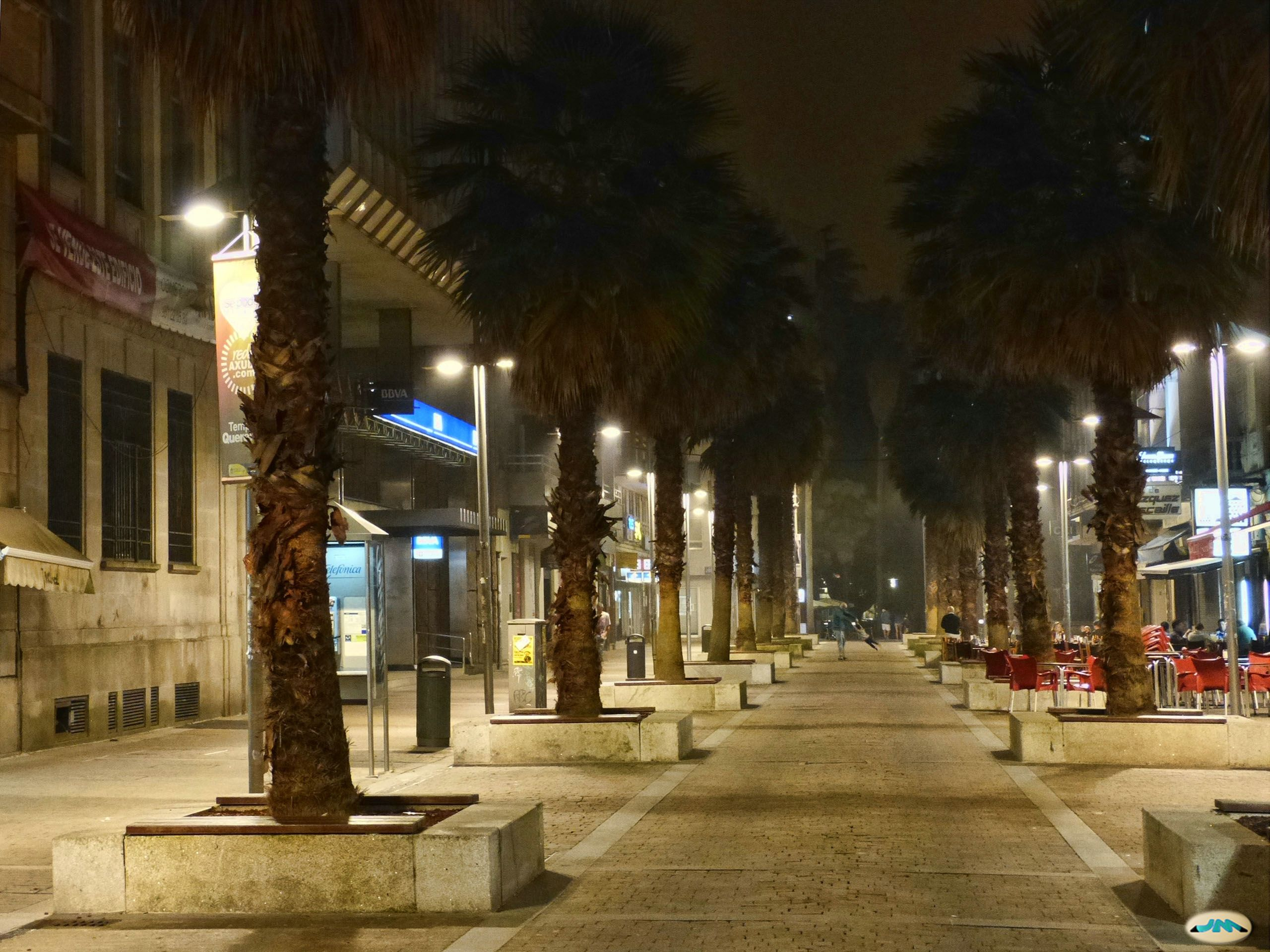
Rua General Gutiérrez Mellado, com a sua iluminação nocturna e as suas palmeiras-de-saia-da-Califórnia.

Parte da burguesia de Pontevedra instalou-se neste primeiro Ensanche, dando origem a vários edifícios de estilo Art Nouveau (como o Palace Hotel, construído em 1904 na esquina da actual praça da Galiza com a Rua Andrés Muruais), muitos dos quais foram demolidos nas décadas de 1970 e 1980 devido à especulação imobiliária na cidade.
Em 1944, o arquiteto municipal Juan Argenti Navajas elaborou um projeto de ampliação da rua García Camba, que nunca chegou a ser construído.
Entre 1950 e 1970, deu-se a segunda expansão da cidade com a abertura de novas ruas a leste, tendo como limites a rua Daniel de la Sota, inaugurada em 1958, a rua Cobián Roffignac a leste e a rua Joaquín Costa a sul.
A partir do ano 2000, foi levado a cabo um importante programa de reabilitação urbana no Ensanche para alcançar um elevado nível de qualidade urbana, tendo sido pedonalizada, total ou parcialmente, uma grande parte das ruas da zona (incluindo Michelena, Peregrina, Benito Corbal, Marquês de Riestra, General Gutiérrez Mellado, Daniel de la Sota, Lepanto e Praça de Espanha) o alargamento de passeios em ruas como Sagasta ou Fray Juan de Navarrete, a plantação de árvores (Palmeiras-de-saia-da-Califórnia, sophoras, pereiras Callery, macieiras, magnólias chinesas ou ameixeiras, entre outras) e a melhoria considerável da iluminação nocturna com elementos de design como candeeiros de rua, focos, balizas LED, luminárias e módulos LED.

## Urbanismo
O Ensanche de Pontevedra é a zona central e comercial da cidade, estendendo-se a sul e a leste do centro histórico. Configura-se como uma continuação da cidade existente, adaptando-se e relacionando-se com o tecido urbano antigo. As ruas têm entre 12 e 24 metros de largura. Corresponde à extensão urbana das ruas dispostas ao longo das principais vias de comunicação (Ourense, Tui e Portugal, Marim) e das ruas que as atravessam.

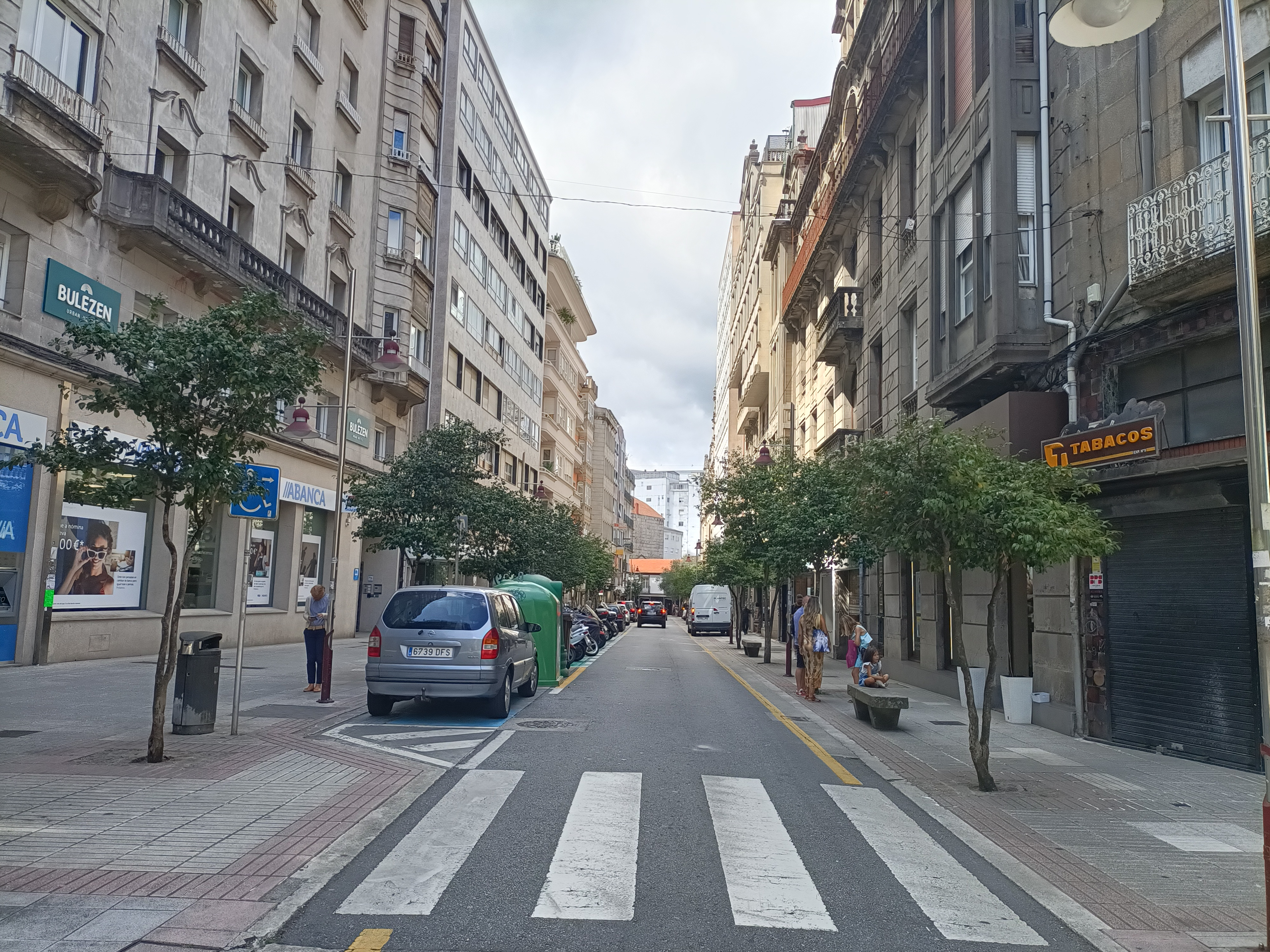
Rua Garcia Camba.

O Ensanche, que corresponde ao atual centro da cidade, desenvolve-se em torno das ruas principais da Oliva, Peregrina e Benito Corbal, cujo antigo nome, Rua do Progreso, indicava o seu papel como lugar de expansão e progresso da cidade. O primeiro Ensanche, anterior à década de 1950, está enquadrado pela faixa descrita pelas ruas Marquês de Riestra, Augusto González Besada, Andrés Mellado e Sagasta, delimitada a norte pelas ruas Michelena e Benito Corbal. Os antigos bairros de São José (em torno da atual praça de São José) e Peregrina e Virgem do Caminho (em torno da confluência das actuais ruas Sagasta e Fray Juan de Navarrete), consolidados de forma linear no último terço do século XIX em torno das estradas de Marim, Portugal e Ponte Caldelas, foram incluídos nesta zona. Esta área é um espaço de transição entre a antiga cidade medieval e a expansão posterior da década de 1950. Das casas de pedra das ruas Michelena, Marquês de Riestra e Oliva, construídas no estilo tradicional com varandas e galerias, passa-se a um estilo diferente, art nouveau e racionalista de quatro e cinco andares na rua García Camba, com edifícios como o edifício González Vega projetado em 1939 pelo arquiteto Eloy Maquieira.
O Ensanche burguês de finais do século XIX, situado a oeste do centro histórico desenvolve-se em torno da Gran Vía de Montero Ríos e da Praça de España, seguindo o eixo da Alameda de Pontevedra e do Parque das Palmeiras, os espaços verdes mais importantes do centro da cidade. Outros espaços verdes do Ensanche são os Jardins do Doutor Marescot, a Praça de Barcelos e a Praça da Galiza, que serve de transição entre o Ensanche e o bairro de Campolongo.

## Serviços

### Escritórios e agências governamentais

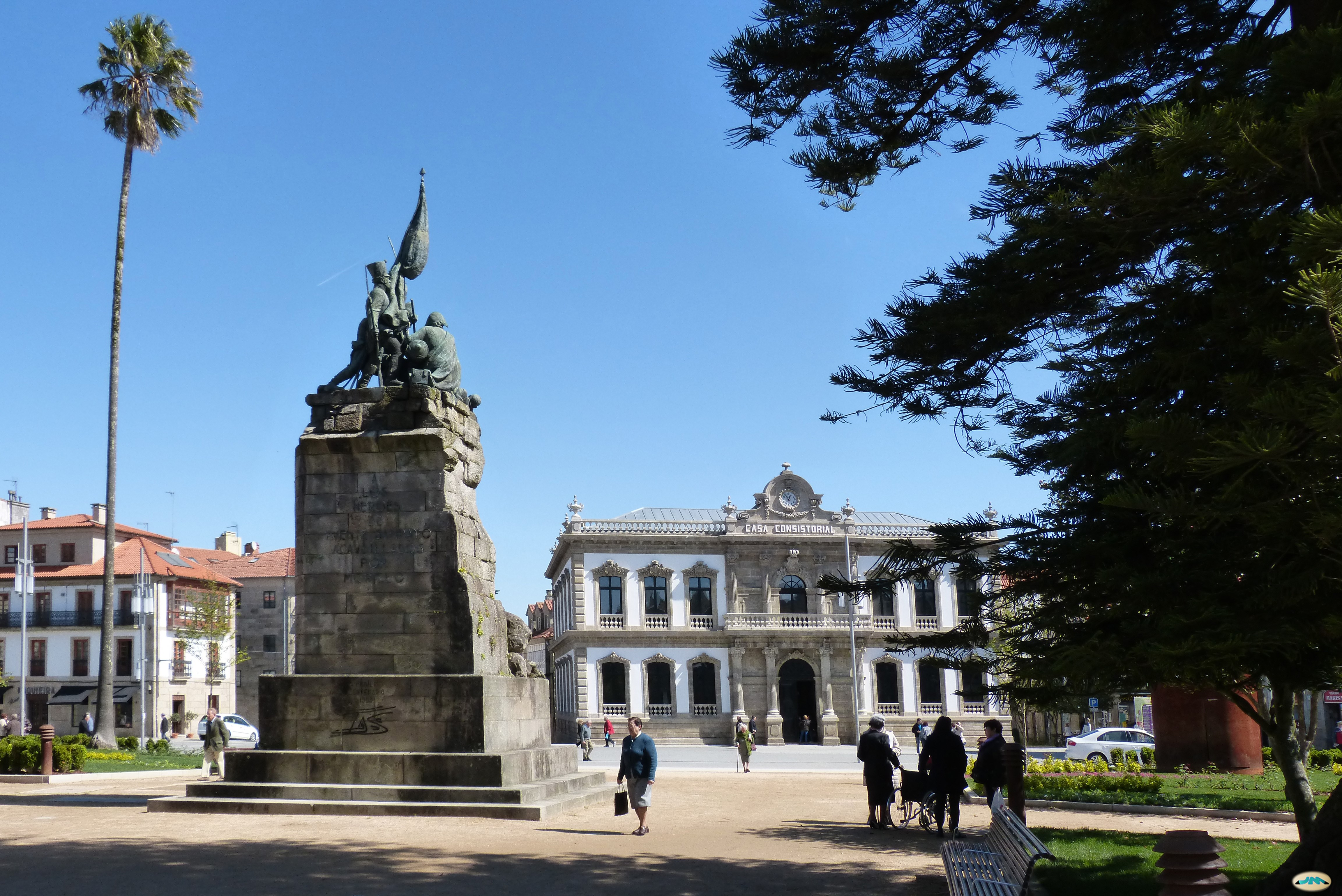
Praça de Espanha.

Na Praça de Espanha, a Câmara Municipal de Pontevedra é um edifício eclético de inspiração parisiense projetado pelo arquitecto Alejandro Sesmero e inaugurado em agosto de 1880, enquanto a sede da Delegação do Governo em Pontevedra está instalada num edifício inaugurado em 1958.
Na Gran Vía de Montero Ríos encontram-se as sedes provinciais da Deputação de Pontevedra: o Palácio da Deputação de Pontevedra, inaugurado em 1890, e o edifício administrativo da Deputação de Pontevedra, inaugurado em 1901.
A sede administrativa da Câmara Municipal de Pontevedra está situada na antiga mansão do Marquês de Riestra  e a sede dos serviços periféricos da Administração do Estado está situada no antigo Edifício do Banco de Espanha.
Entre as ruas Oliva e García Camba encontra-se o Edificio central dos Correios de Pontevedra e a sede provincial dos Correios de Pontevedra. A rua Benito Corbal alberga um dos edifícios da Junta da Galiza da cidade, que durante as duas últimas décadas do século XX foi a sua sede principal em Pontevedra. Em 2019 foi totalmente remodelado, adoptando o seu característico exterior azul.
A sede provincial da esquadra de polícia de Pontevedra está situada na rua Joaquín Costa.

### Educação

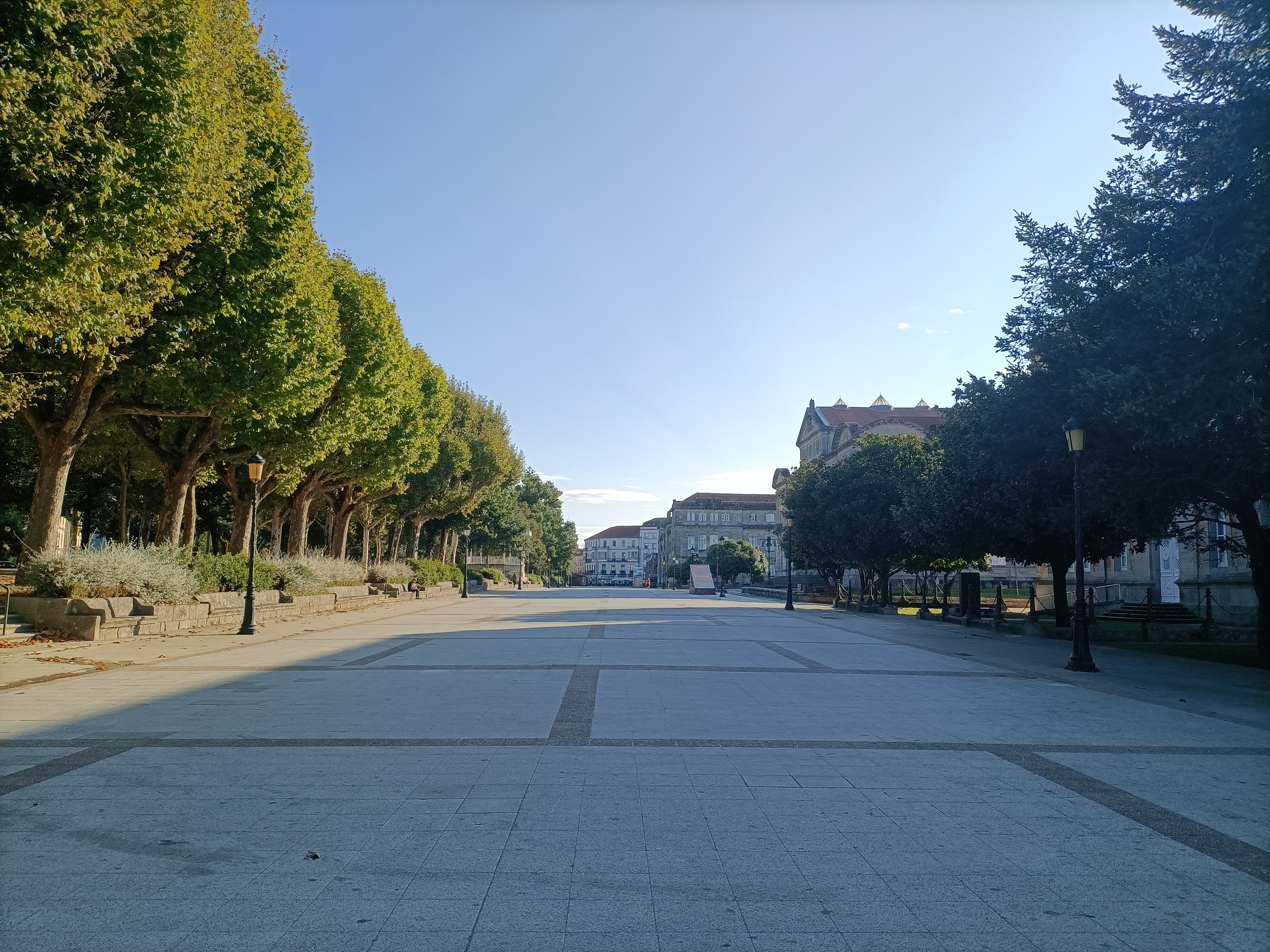
Gran Vía de Montero Rios.

Na rua Maestranza, em frente aos jardins do Doutor Marescot, encontra-se a Faculdade de Belas Artes de Pontevedra, instalada no antigo quartel de São Fernando, um grande edifício neo-clássico concluído em 1909. A Faculdade de Desenho de Pontevedra está localizada na Rua Benito Corbal.
Na Gran Vía de Montero Ríos ergue-se o edifício da escola secundária Valle-Inclán, inaugurado em 1927 e até então a escola secundária provincial de Pontevedra.

### Centros de saúde
O hospital Quirónsalud Miguel Domínguez está localizado entre as ruas Fray Juan de Navarrete e Castelao. Na rua Maestranza encontra-se o centro de saúde Virgen Peregrina, cujo edifício, projetado pelo arquiteto Alfonso Barreiro Buján, foi inaugurado em 1963.
No final da Rua Benito Corbal, no número 2 da Rua Doutor Loureiro Crespo, encontra-se o Hospital Provincial de Pontevedra, inaugurado em 1897 no final da antiga Rua Progreso, principal eixo da expansão de Pontevedra na época.

### Lojas e restaurantes

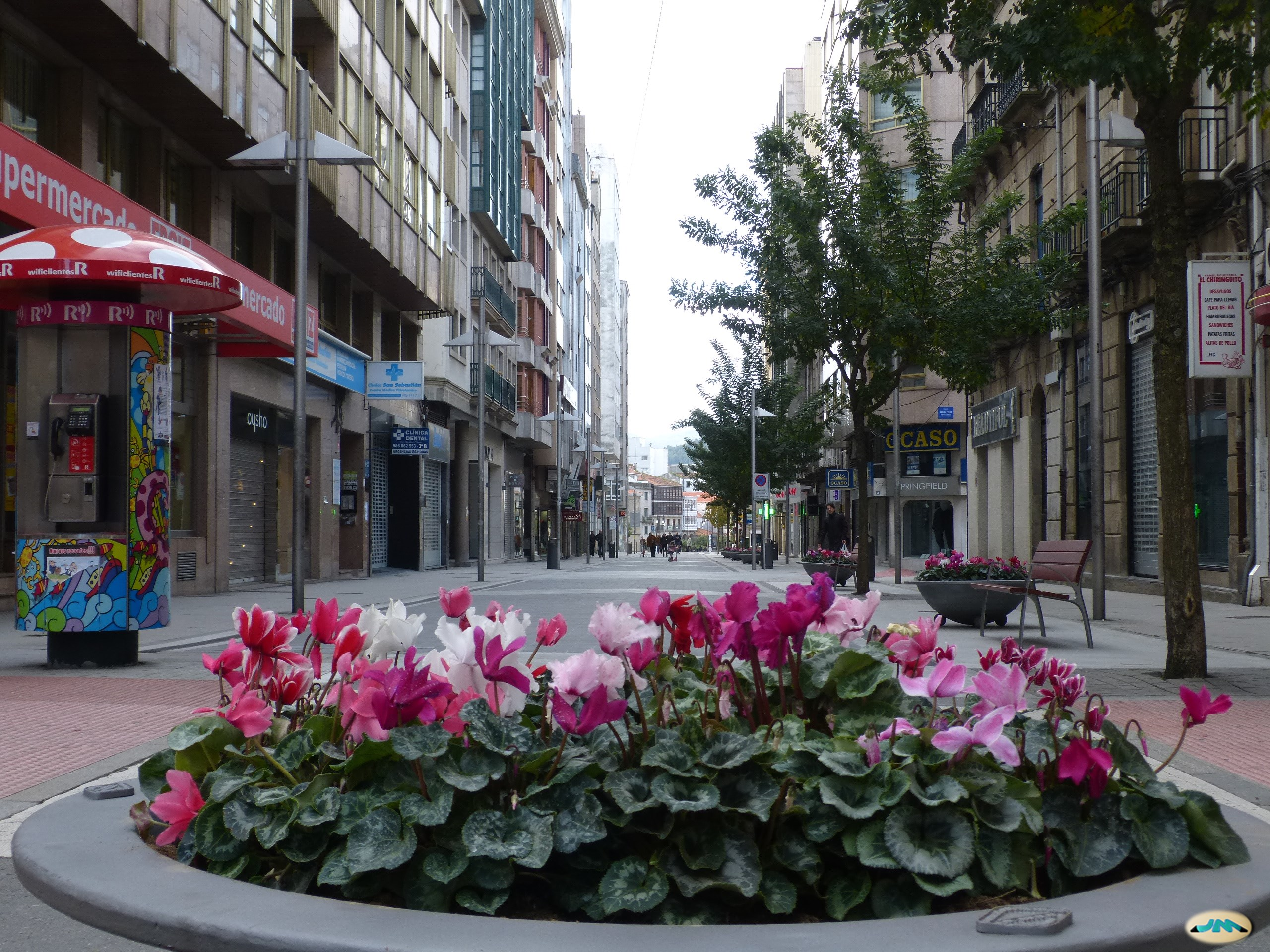
Rua Benito Corbal.

As ruas do Ensanche são o epicentro dos muitos estabelecimentos comerciais de Pontevedra, incluindo franquias espanholas e internacionais e lojas locais, sendo a rua Benito Corbal conhecida como a "milha de ouro". O Ensanche é também o lar de um grande número de restaurantes.

### Outras instalações
O maior parque de estacionamento subterrâneo da cidade fica na Praça de Barcelos, com 906 lugares de estacionamento. A Praça Espanha e a Gran Vía de Montero Ríos albergam dois outros parques de estacionamentos subterrâneos com capacidade para 326 e 376 veículos respetivamente.

## Galeria

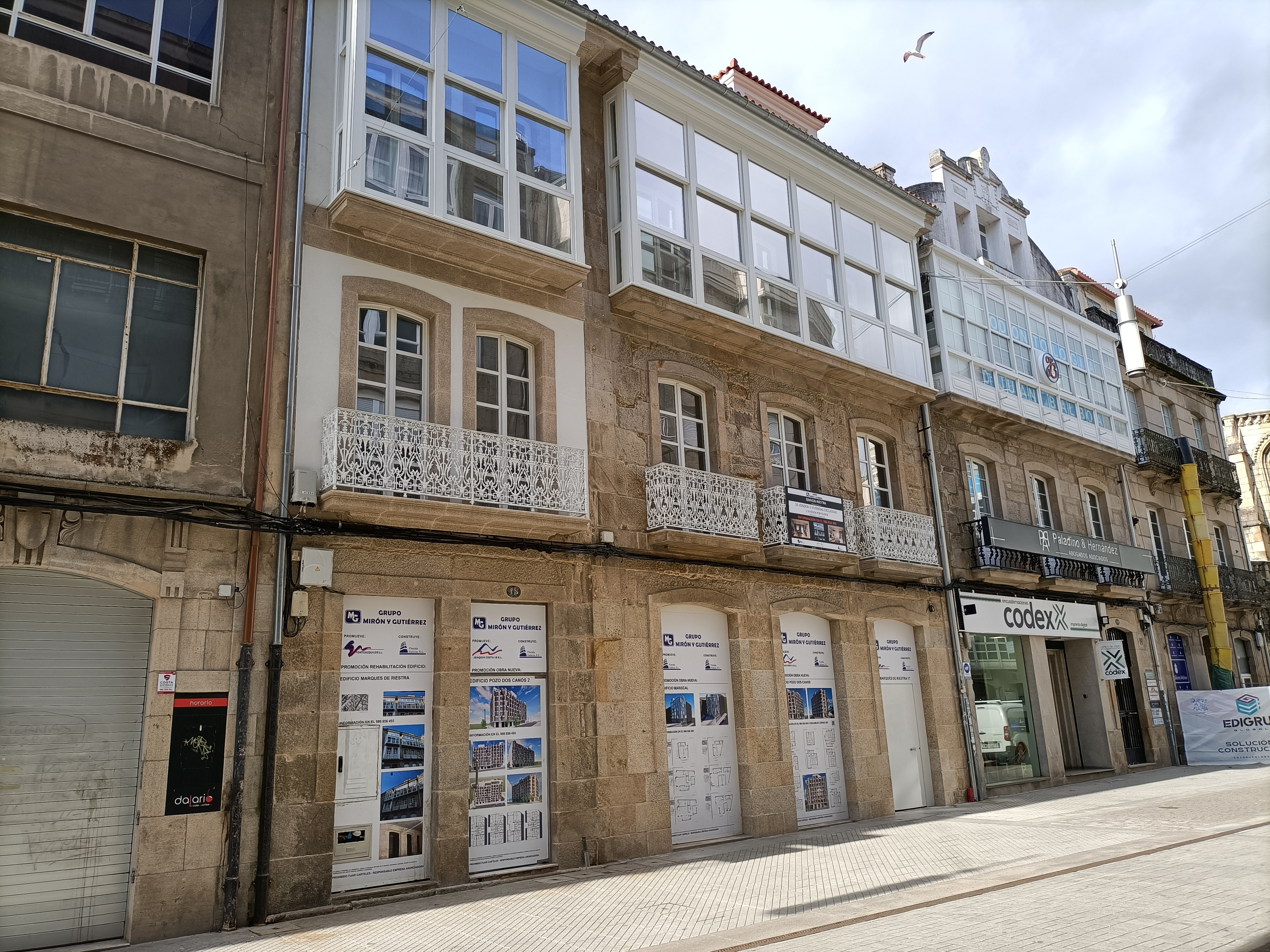
Casas do século XIX na rua Marquês de Riestra
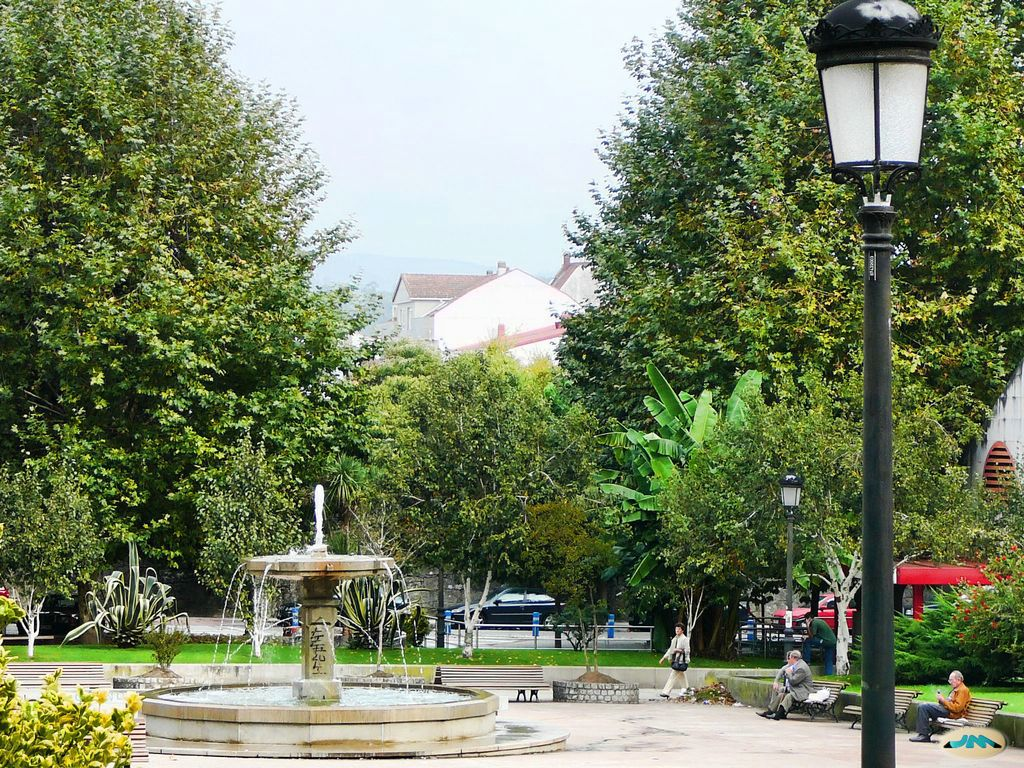
Praça de Barcelos
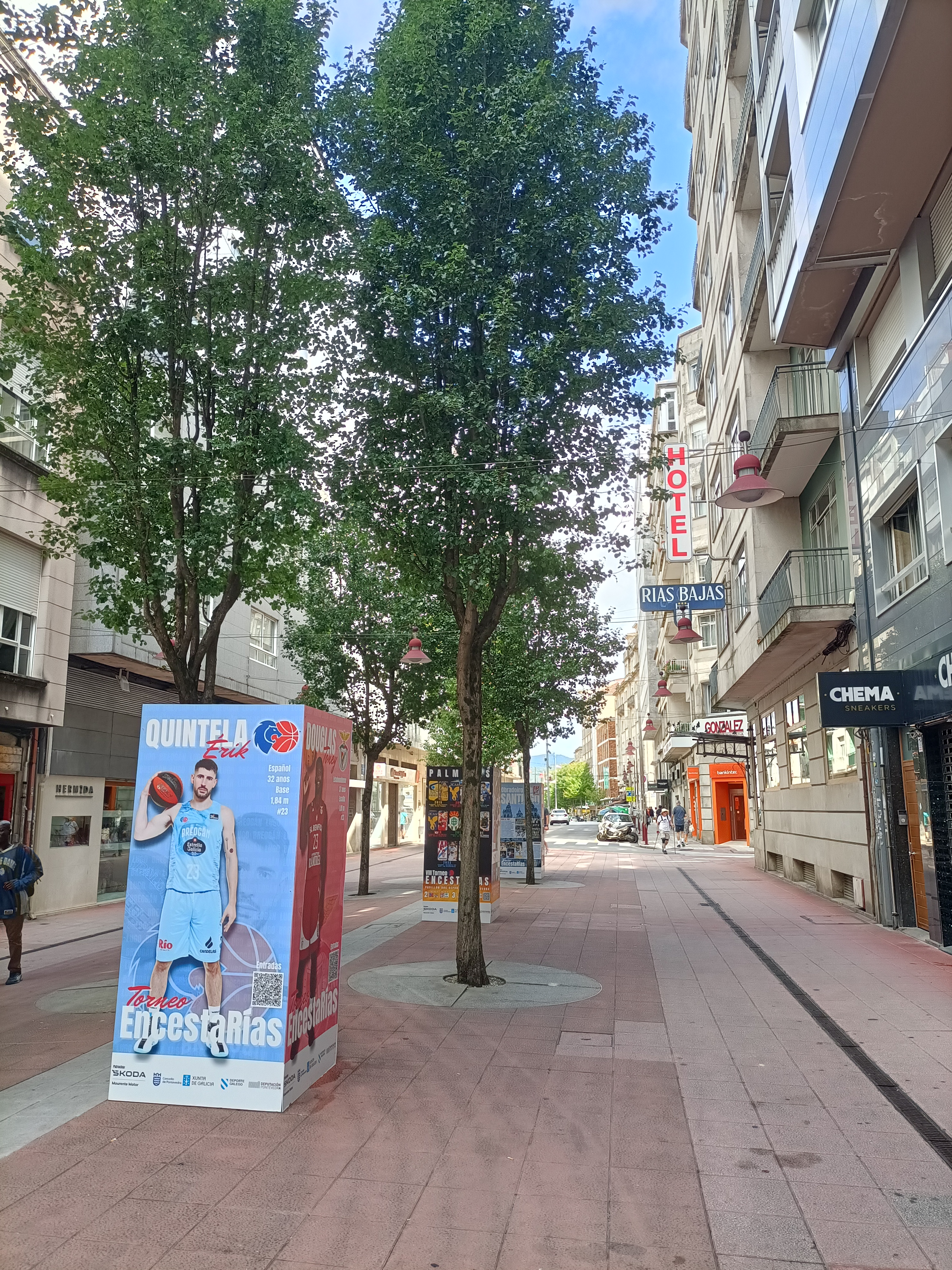
Rua Daniel de la Sota
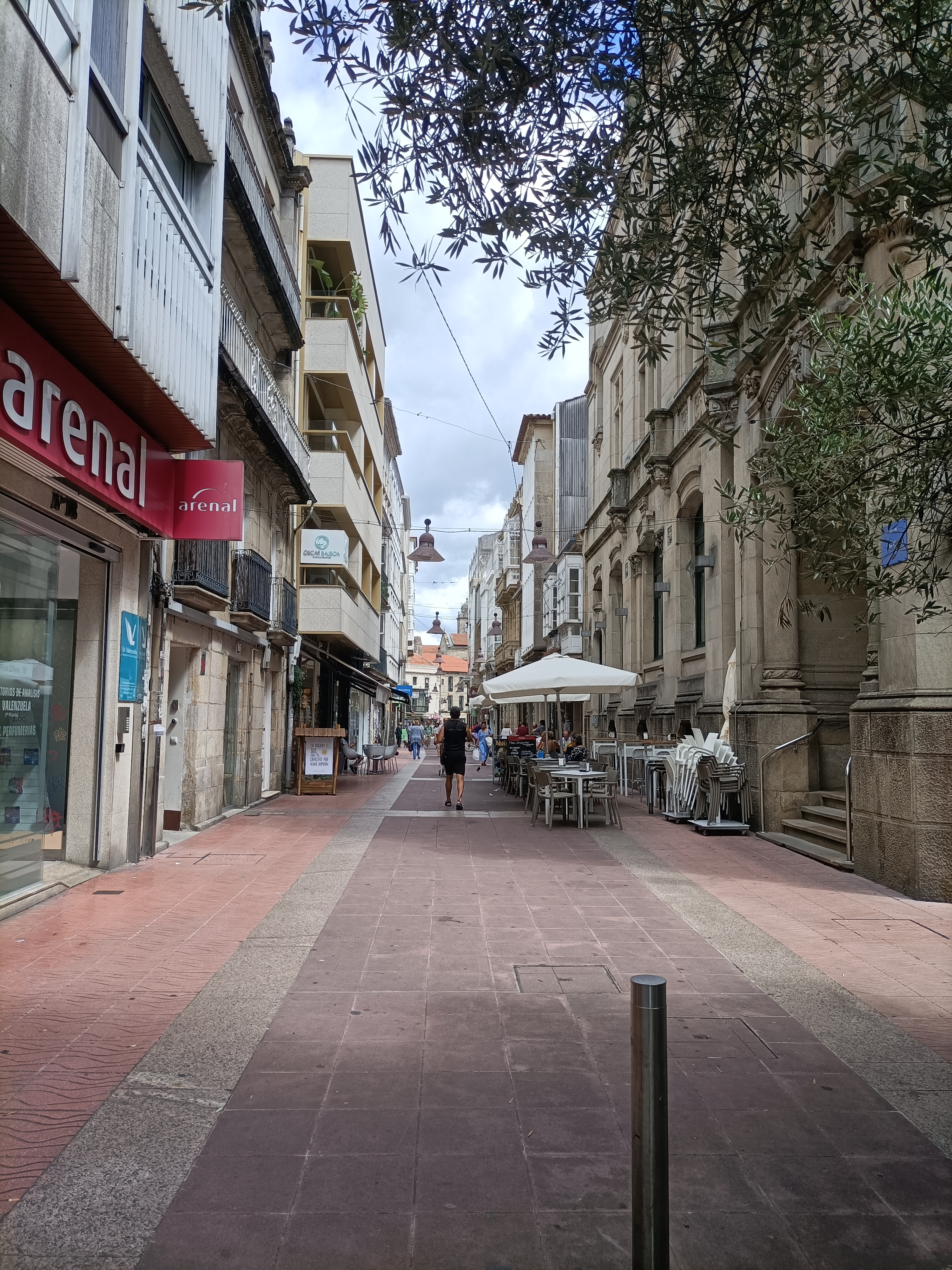
Rua da Oliva
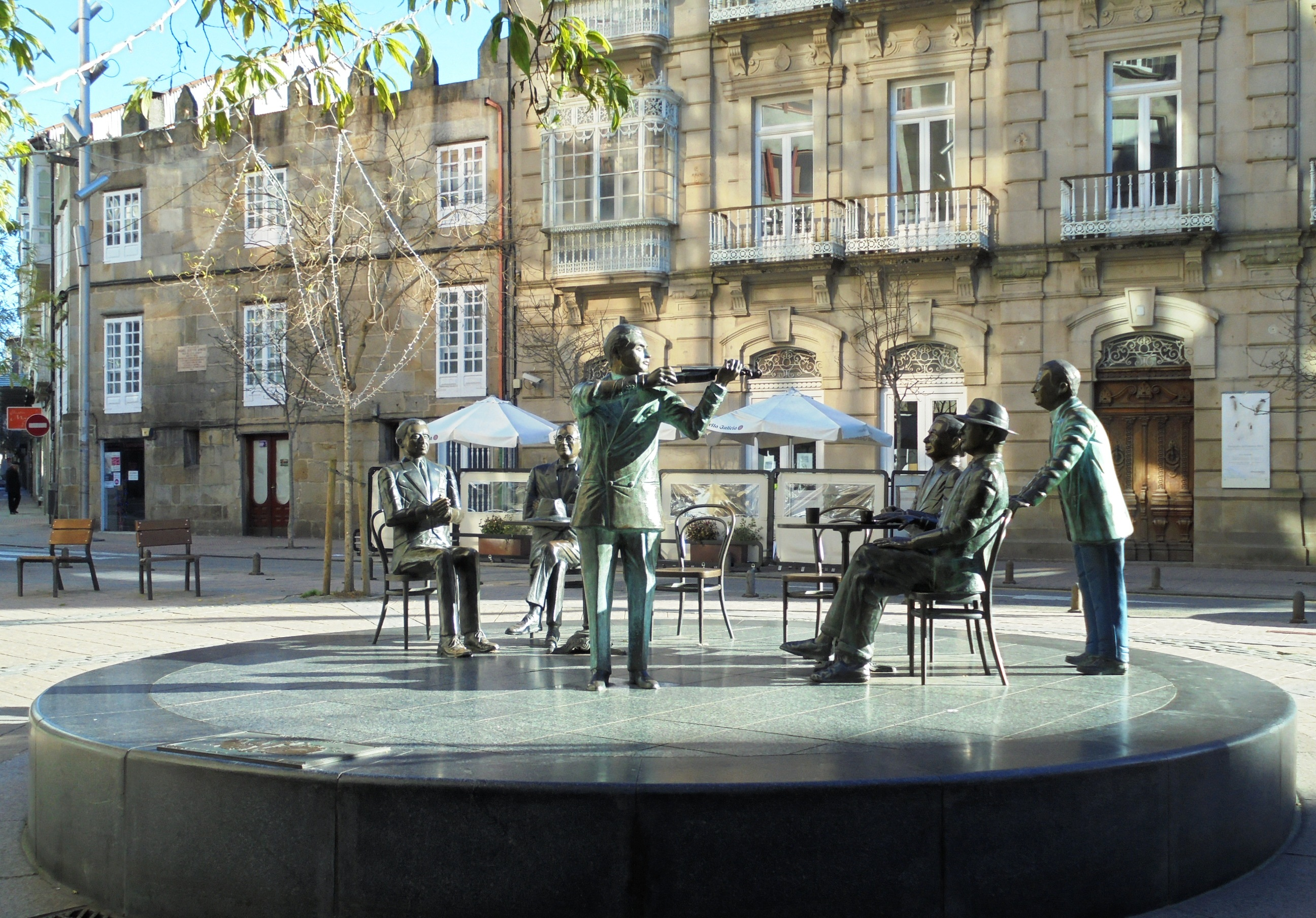
Praça de São José
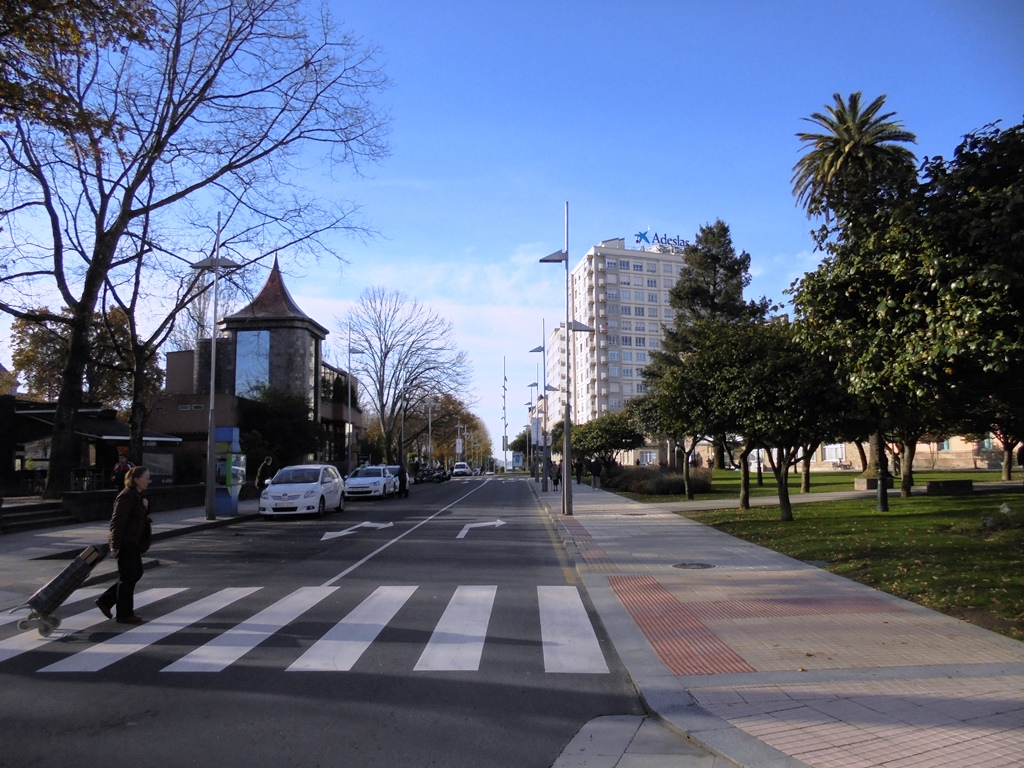
Rua Alameda
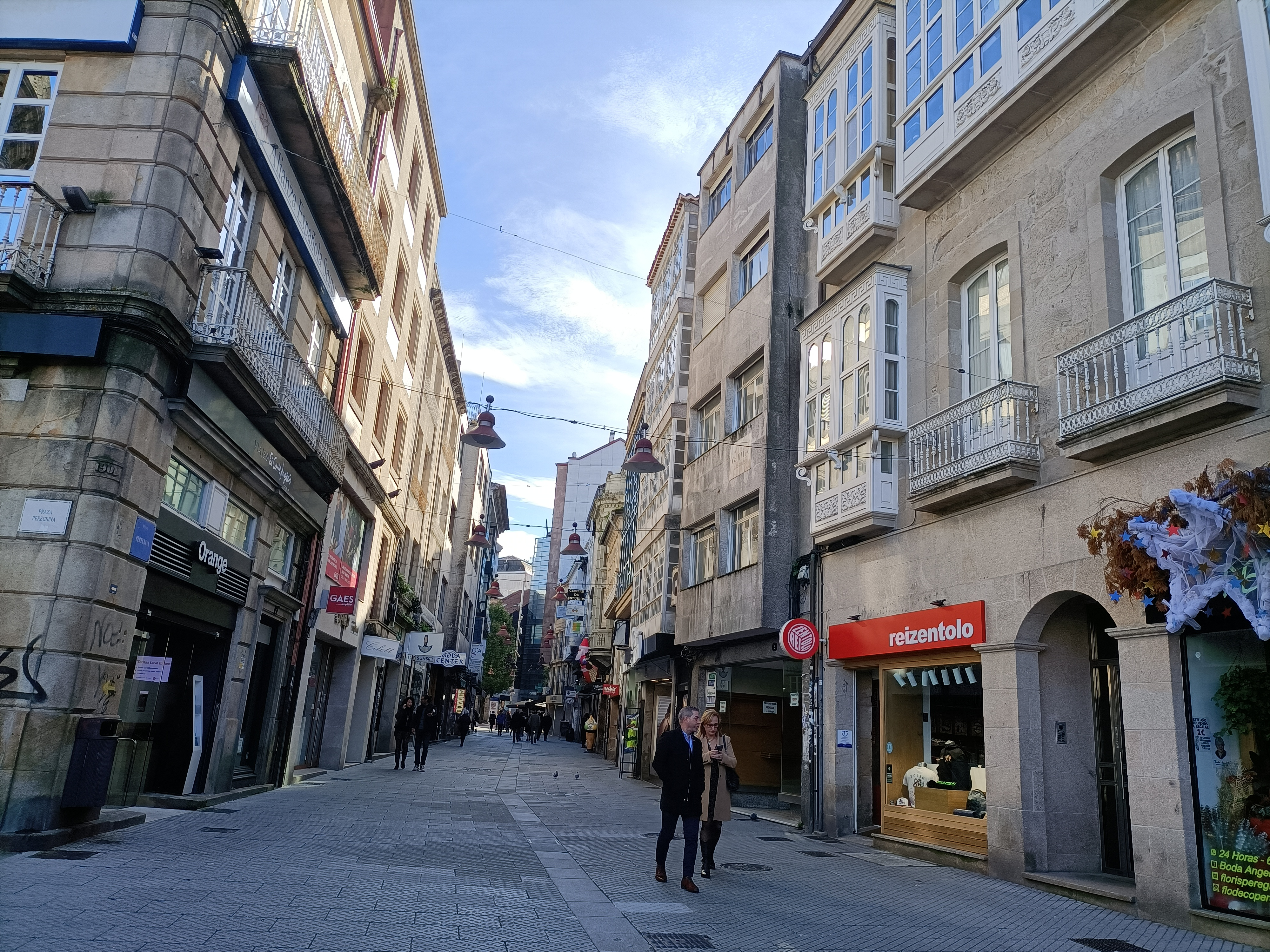
Rua Peregrina
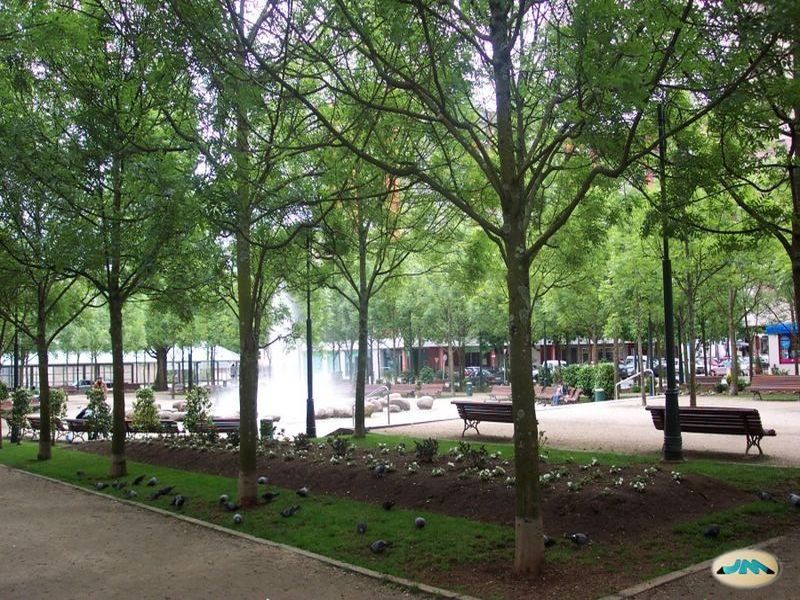
Praça da Galiza
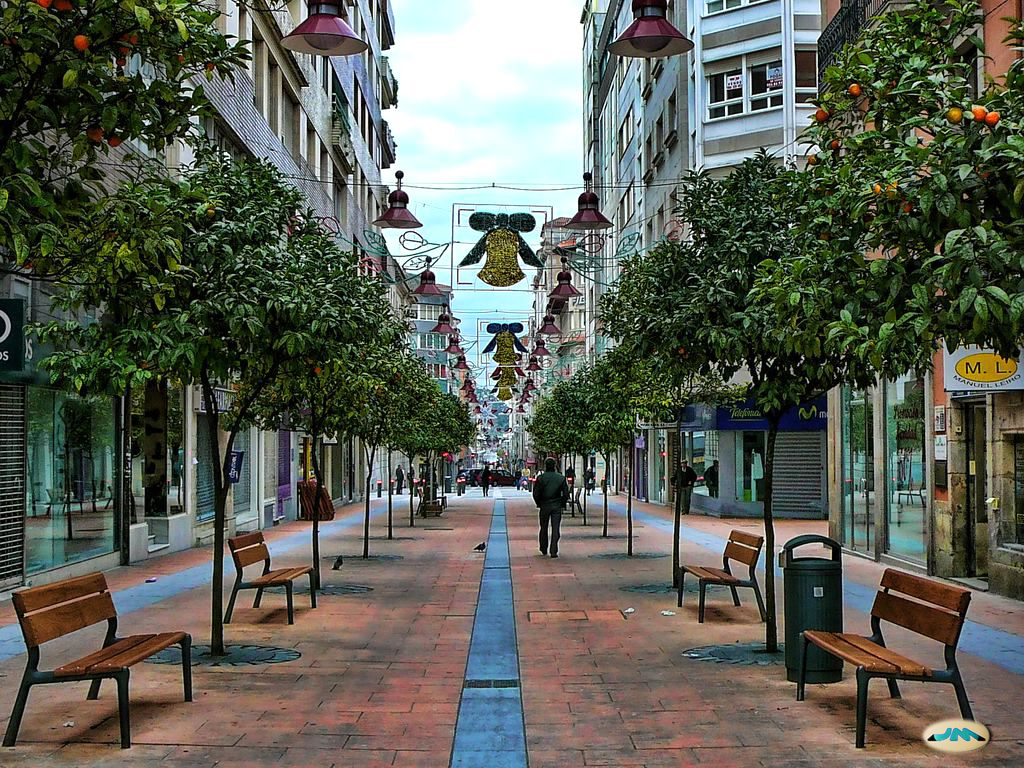
Rua Rosalia de Castro
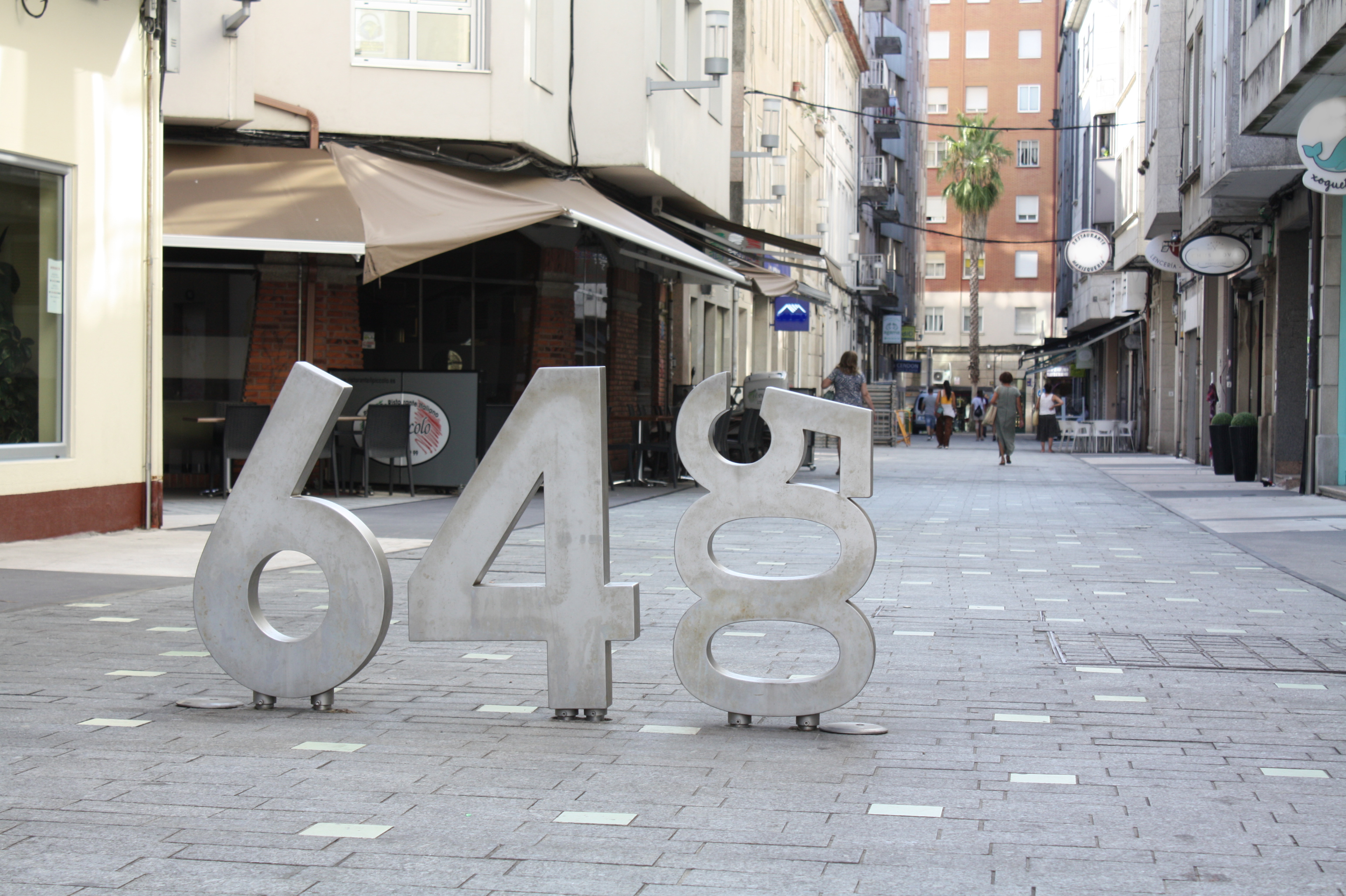
Rua Virgem do Caminho

### Artigos relacionados
- Rua Benito Corbal
- Glorieta de Compostela
- Rua Michelena
- Rua da Oliva
- Rua Garcia Camba
- Rua Marquês de Riestra